# 459 до н. е.

## Події
- В ході першої Пелопоннеської війни відбулося декілька битв з перемогами то Афін, то їх супротивників
- Консули Риму Квінт Фабій Вібулан та Луцій Корнелій Малугінен Урітін
- Екви захопили Тускулум під час війни з Римом
- Армія сікулів під керівництвом Дукетія захопила місто Моргантина

## Народились
- Близько 459 до н. е. Трасимах, давньогрецький філософ-софіст

## Померли
- Фемістокл — давньогрецький політичний діяч.

| рік | Це незавершена стаття про рік. Ви можете допомогти проєкту, виправивши або дописавши її. |